# 全国人民代表大会常务委员会办公厅外事局
全国人民代表大会常务委员会办公厅外事局（简称全国人大常委会办公厅外事局），是全国人民代表大会常务委员会办公厅内设机构。

## 沿革
1954年全国人大常委会办公厅成立。1956年，增设国际议会活动办公室，1958年后撤销国际议会活动办公室。1965年，将办公厅秘书室下设的外事组改为外事室，办公厅由此下设五个室：法律室、民族室、人民接待室、秘书室、外事室。
文革爆发后，1966年8月， 康生、徐冰、刘宁一、周荣鑫组成全国人大常委会机关领导小组，主持常委会机关工作。1968年6月，根据中共中央决定，全国人大常委会机关和全国政协机关实行军管，全国人大常委会机关设立军管组。1969年11月，全国人大常委会机关在湖北沙洋设立五七干校，大部分人员被下放到五七干校劳动，法律室、民族室、人民接待室、秘书室、外事室随之停止工作，全国人大常委会机关在北京成立留守处, 在军代表李启煌领导下处理日常工作。1973年3月军管组撤离。
1975年1月13日至17日，第四届全国人民代表大会第一次会议在北京召开。同年2月，全国人大常委会机关在人民大会堂恢复办公，常委会下设民族政策研究组、宗教政策研究组、办公厅，办公厅下设秘书组、外事组、政法组、总务组。
1980年，全国人大办公厅下设各组改名为室，总务组划归秘书室，调整为四个室：秘书室、政法室、外事室、信访室。1981年增设研究室，共计五个室。1983年室改名为局，政法室更名为联络局，成为四局一室：秘书局、联络局、信访局、外事局、研究室。

## 机构设置
- 综合管理处[2]
- 亚洲处[2]
- 美大处[3]
- 欧洲处[2]
- 亚非处[4]

## 历任领导
| 局长 …… - 朱学庆（2005年7月—2010年6月） - 胡晓犁（？—？） - 王文（？—） 巡视员 …… - 周晓烨（？—？） - 赵勇（2010年8月—2012年9月） - 李小彬（？—？） | 副局长 …… - 叶葳葳（？—？） - 蔡临祥（？—？） - 赵勇（2004年11月—2012年9月，2010年8月起为巡视员兼） - 李小彬（？—？） - 王文（？—？） - 熊伟（？—？） 副巡视员 …… - 张巡（？—？） |